# كفر روحين
كفر روحين قرية في منطقة إدلب في محافظة إدلب في سورية. تقع غرب مدينة إدلب.